# アリソン・リー・ローゼンフェルド
アリソン・リー・ローゼンフェルド（Alyson Leigh Rosenfeld, 1987年3月21日 ‐ ）は、アメリカ合衆国の女優、声優。

## 人物
ニューヨーク生まれ。主に声優中心に活躍しているが、歌手や執筆活動もしている。

## 主な作品
- ドラゴン・キングダム 魔法の森と水晶の秘密

### 日本のアニメ
- ポケモン・シリーズ
- 遊☆戯☆王シリーズ
- 機動戦士ガンダム THE ORIGIN（クローバー役）
- ねらわれた学園 （春河カホリ役）
- 夜明け告げるルーのうた （伊佐木役）